# Gerhard Stoltenberg

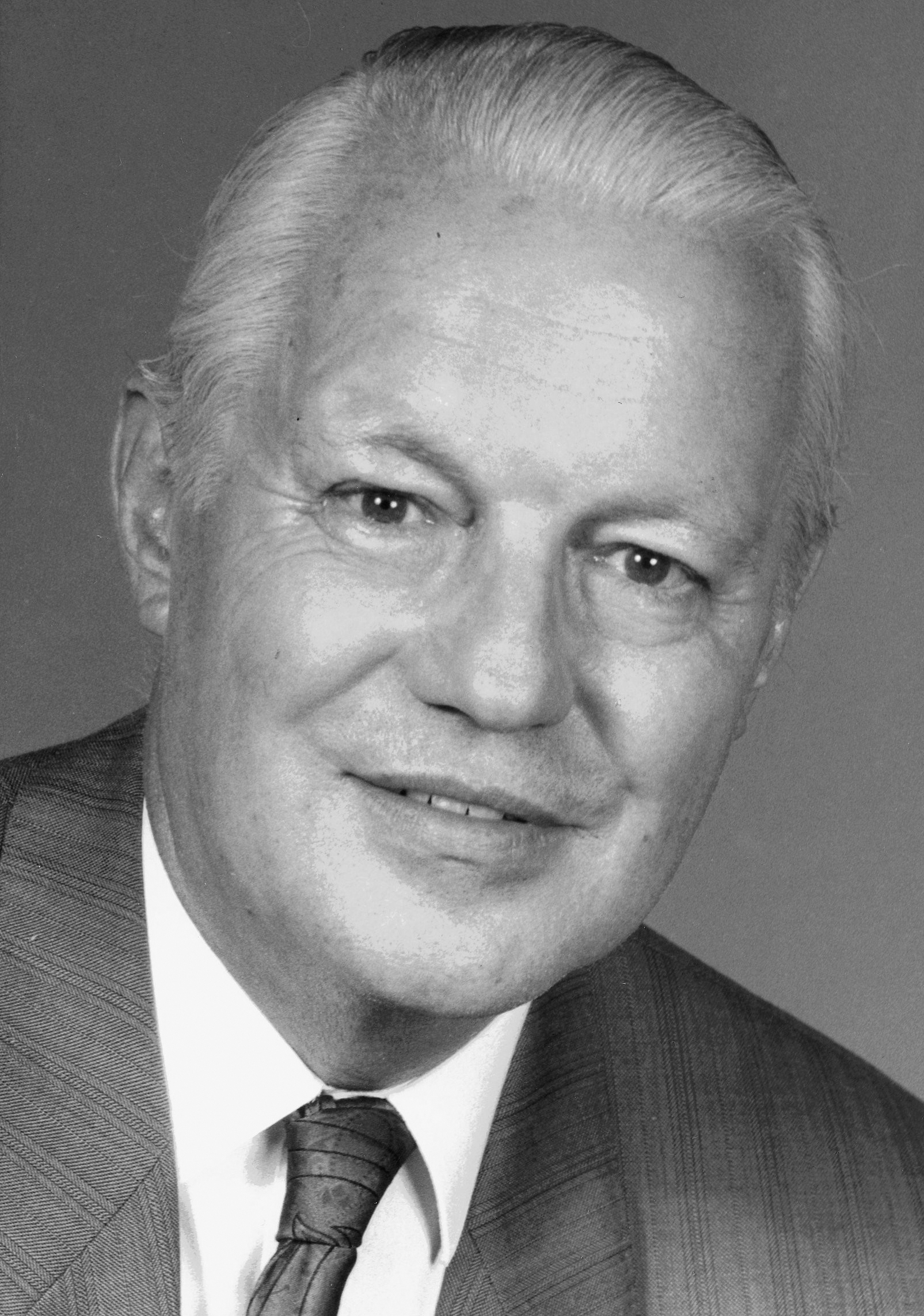
Gerhard Stoltenberg (1978)

Gerhard Stoltenberg (* 29. September 1928 in Kiel; † 23. November 2001 in Bonn-Bad Godesberg) war ein deutscher Historiker und Politiker (CDU). Er war von 1965 bis 1969 Bundesminister für wissenschaftliche Forschung, von 1971 bis 1982 Ministerpräsident des Landes Schleswig-Holstein, von 1982 bis 1989 Bundesminister der Finanzen und von 1989 bis 1992 Bundesminister der Verteidigung.

## Leben und Beruf
Gerhard Stoltenberg wurde als Sohn des evangelischen Pfarrers Gustav Stoltenberg und dessen Frau Christine, geb. Heinemann, in Kiel geboren. 1944 wurde er als Marinehelfer zur Kriegsmarine einberufen. Nach der Kriegsteilnahme geriet er in Gefangenschaft. Danach bestand er 1949 an der Theodor-Mommsen-Schule in Bad Oldesloe das Abitur und begann ein Studium der Geschichte, Soziologie und Philosophie an der Christian-Albrechts-Universität zu Kiel. Dort wurde Stoltenberg 1954 mit der Dissertation Der deutsche Reichstag 1871–1873. Ein Beitrag zur Geschichte des deutschen Parlamentarismus im Fach Neuere und Neueste Geschichte promoviert, Doktorvater war Otto Becker. Stoltenberg arbeitete anschließend an der Kieler Universität als wissenschaftlicher Assistent bei Michael Freund am Seminar für Wissenschaft und Geschichte der Politik und hatte auch einen Lehrauftrag an der Pädagogischen Hochschule Kiel inne. Durch diese Tätigkeit war Gerhard Stoltenberg ein Kollege von Jochen Steffen, seinem späteren politischen Gegner. Nach seiner Habilitation an der Philosophischen Fakultät der Universität Kiel mit der von Karl-Dietrich Erdmann begutachteten Arbeit Politische Strömungen im schleswig-holsteinischen Landvolk 1918–1933. Ein Beitrag zur politischen Meinungsbildung in der Weimarer Republik wurde er 1962 Privatdozent für Neuere Geschichte und hielt auch noch während seiner Zeit als Bundesminister ab 1965 dort Lehrveranstaltungen ab. 1965 sowie 1969/70 war er Direktor bei der Friedrich Krupp GmbH in Essen.

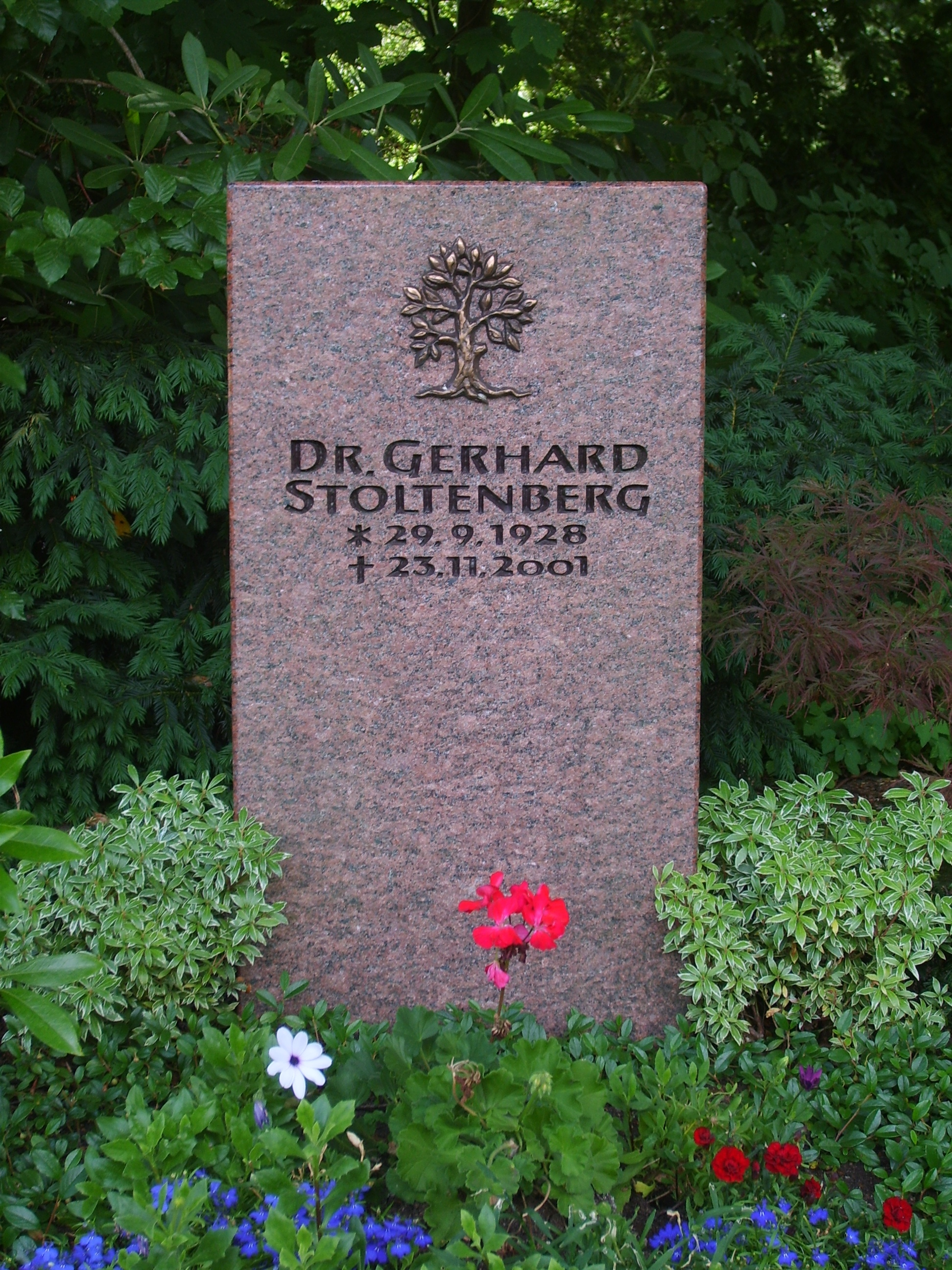
Grabstätte von Gerhard Stoltenberg

Stoltenberg war evangelischen Glaubens, seit 1958 mit Margot Stoltenberg, geb. Rann, verheiratet und hatte zwei Kinder. Gerhard Stoltenberg blieb seiner Heimatstadt bis zuletzt verbunden und starb 2001 im Alter von 73 Jahren an den Folgen einer Krebserkrankung. Sein Grab befindet sich auf dem Parkfriedhof Eichhof in Kronshagen bei Kiel.

## Partei

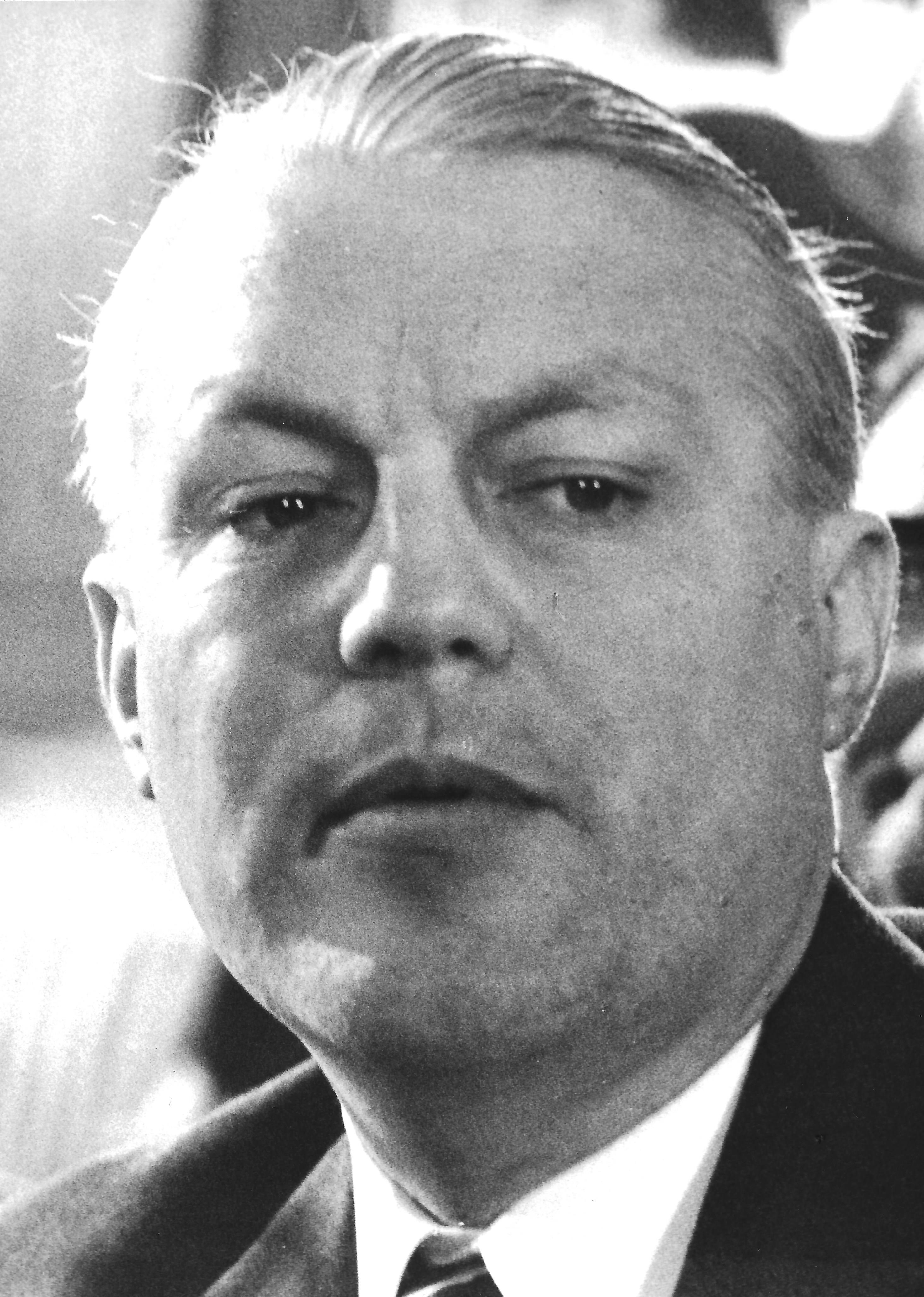
Stoltenberg beim Bundesparteitag 1971 in Düsseldorf

Seit 1947 war Stoltenberg Mitglied der CDU. Von 1955 bis 1961 war er Bundesvorsitzender der Jungen Union. 1955 wurde er stellvertretender Vorsitzender, von 1971 bis 1989 Landesvorsitzender der CDU in Schleswig-Holstein. In dieser Funktion kam es nach seinem Eintritt in die Bundesregierung unter Helmut Kohl 1982 zu wachsenden Spannungen mit Uwe Barschel, seinem Nachfolger als Ministerpräsident.
Seit 1969 war er stellvertretender Bundesvorsitzender der CDU und gehörte dem CDU-Präsidium an.

## Abgeordneter
Von 1954 bis 1957 sowie von 1971 bis 1982 war er Mitglied des Landtages von Schleswig-Holstein. Von 1954 bis 1957 war er stellvertretender Vorsitzender des Ausschusses für Jugendfragen. Ab 1971 vertrat er den Wahlkreis Eckernförde im Landtag, in dem er auch seinen Wohnsitz hatte.
Von 1957 bis 1971 sowie von 1983 bis 1998 war er Mitglied des Deutschen Bundestages. Von 1969 bis 1971 bekleidete er das Amt des stellvertretenden Vorsitzenden der CDU/CSU-Bundestagsfraktion.
Gerhard Stoltenberg zog bis 1969 stets als direkt gewählter Abgeordneter des Wahlkreises Schleswig – Eckernförde und ab 1983 als direkt gewählter Abgeordneter des Wahlkreises Rendsburg-Eckernförde in den Bundestag ein. Bis zu seiner Ernennung als schleswig-holsteinischer Ministerpräsident war er auch in Eckernförde wohnhaft.
Stoltenberg nahm an sämtlichen Bundespräsidentenwahlen zwischen 1959 und 1999 teil. Er gehörte den Bundesversammlungen als vom Schleswig-Holsteinischen Landtag gewähltes Mitglied und sonst stets in seiner Eigenschaft als Mitglied des Deutschen Bundestages an.
Sein geradliniger, analytischer, teilweise spröder Stil in Verbindung mit seiner Körpergröße brachte ihm Spitznamen wie „der große Klare aus dem Norden“ oder „der kühle Klare aus dem Norden“ ein.

## Öffentliche Ämter

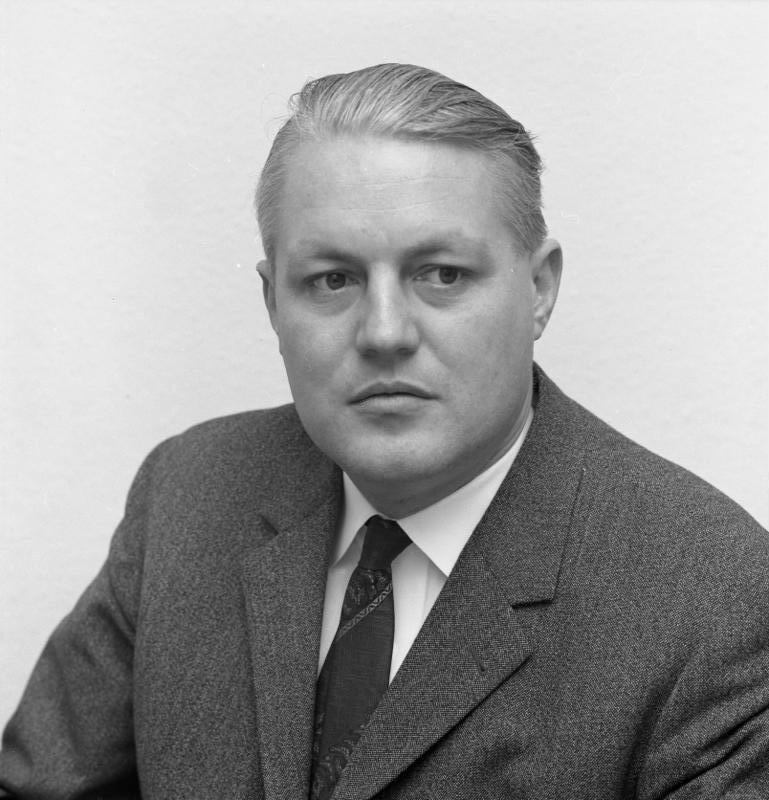
1965

Nach der Bundestagswahl 1965 wurde er am 26. Oktober 1965 von Bundeskanzler Ludwig Erhard in das Amt des Bundesministers für wissenschaftliche Forschung berufen. Er behielt dieses Amt auch in der Zeit der Großen Koalition unter Bundeskanzler Kurt Georg Kiesinger.
Als Forschungsminister soll er verantwortlich gewesen sein für den Skandal um das einsturzgefährdete Atommülllager Asse. Das Bergwerk sei schon beim Kauf in schlechtem Zustand gewesen.
Nach der Bundestagswahl 1969 schied er am 21. Oktober 1969 aus der Bundesregierung aus.
Am 24. Mai 1971 wurde er zum Ministerpräsidenten des Landes Schleswig-Holstein gewählt. In dieser Eigenschaft war er vom 1. November 1977 bis zum 31. Oktober 1978 Bundesratspräsident.

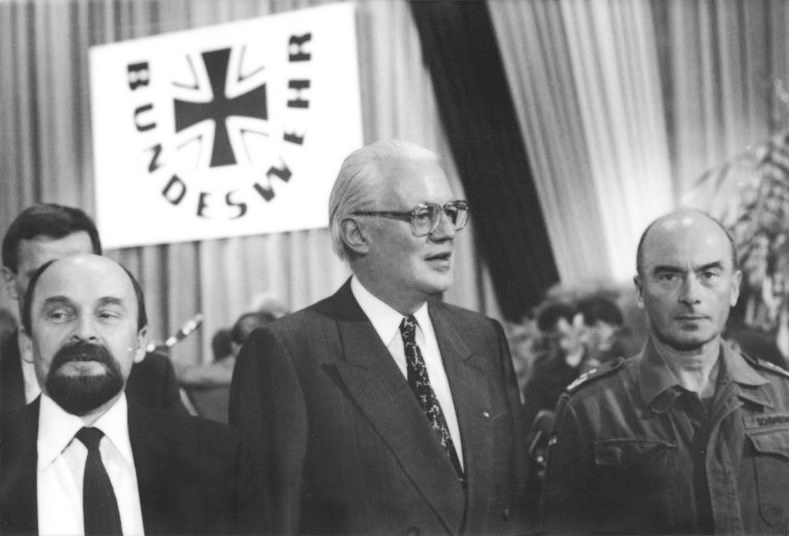
Bundesverteidigungsminister Gerhard Stoltenberg (m.) übernimmt am 3. Oktober 1990 in Strausberg vom früheren DDR-Minister für Abrüstung und Verteidigung, Rainer Eppelmann (li.), die Befehlsgewalt über die vormaligen NVA-Streitkräfte. Rechts im Bild: Generalleutnant Jörg Schönbohm, Befehlshaber des Bundeswehrkommandos Ost

Nach der Bonner Wende wurde Stoltenberg am 4. Oktober 1982 als Bundesminister der Finanzen in die von Helmut Kohl geführte Bundesregierung berufen. Anlässlich einer Kabinettsumbildung wechselte Stoltenberg am 21. April 1989 in das Amt des Bundesministers der Verteidigung. Nach einer umstrittenen Waffenlieferung, insbesondere von Panzern an die Türkei, übernahm Stoltenberg die Verantwortung und gab am 31. März 1992 seinen Rücktritt vom Amt des Bundesministers der Verteidigung bekannt.
Von 1996 bis zu seinem Tod war er der erste Vorsitzende des Kuratoriums der bundesunmittelbaren Otto-von-Bismarck-Stiftung in Friedrichsruh im Sachsenwald.

## Ehrungen
- 1967: Großkreuz des Ordens Alfons X. des Weisen
- 1969: Großes Verdienstkreuz mit Stern der Bundesrepublik Deutschland
- 1973: Großes Verdienstkreuz mit Stern und Schulterband der Bundesrepublik Deutschland[10]
- 1977: Großkreuz der Bundesrepublik Deutschland[11]
- 2001: Auszeichnung als Ehrenbürger des Landes Schleswig-Holstein für sein politisches Lebenswerk und die aktive Mitgestaltung der Gesellschaft und Politik nach dem Ende der Nazidiktatur. Die Verleihung fand am 24. Oktober 2001 statt.

## Schriften (Auswahl)
- Der deutsche Reichstag 1871–1873 (= Beiträge zur Geschichte des Parlamentarismus und der politischen Parteien. Band 7). Droste, Düsseldorf 1955. (Dissertation Kiel 1954)
- Politische Strömungen im schleswig-holsteinischen Landvolk 1918–1933. Ein Beitrag zur politischen Meinungsbildung in der Weimarer Republik (= Beiträge zur Geschichte des Parlamentarismus und der politischen Parteien. Band 24). Droste, Düsseldorf 1962. (Habilitationsschrift Kiel 1962)
- Hochschule, Wissenschaft, Politik. 12 Beiträge (= Ullstein-Buch. Nr. 636). Ullstein, Frankfurt am Main 1968.
- Staat und Wissenschaft. Zukunftsaufgaben der Wissenschafts- und Bildungspolitik. Seewald, Stuttgart 1969.
- Schleswig-Holstein – heute und morgen. Möller, Rendsburg 1978, ISBN 3-87550-027-X.
- Unsere Verantwortung für eine gute Zukunft. Ausgewählte Reden 1982–1986. Olzog, München 1986, ISBN 3-7892-7290-6.
- Wendepunkte. Stationen deutscher Politik 1947–1990. Siedler, Berlin 1997, ISBN 3-88680-585-9.
- Erinnerungen und Entwicklungen. Deutsche Zeitgeschichte 1945–1999 (= Edition Sh:z). Mittler, Hamburg 1999, ISBN 3-8132-0710-2.
- als Hrsg.: Soziale Marktwirtschaft. Grundlagen, Entwicklungslinien, Perspektiven. Herder, Freiburg im Breisgau/Basel/Wien 2001, ISBN 3-451-20260-3

## Kabinette
- Kabinett Erhard II – Kabinett Kiesinger
- Kabinett Stoltenberg I – Kabinett Stoltenberg II – Kabinett Stoltenberg III
- Kabinett Kohl I – Kabinett Kohl II – Kabinett Kohl III – Kabinett Kohl IV